# Wilhelm Solf

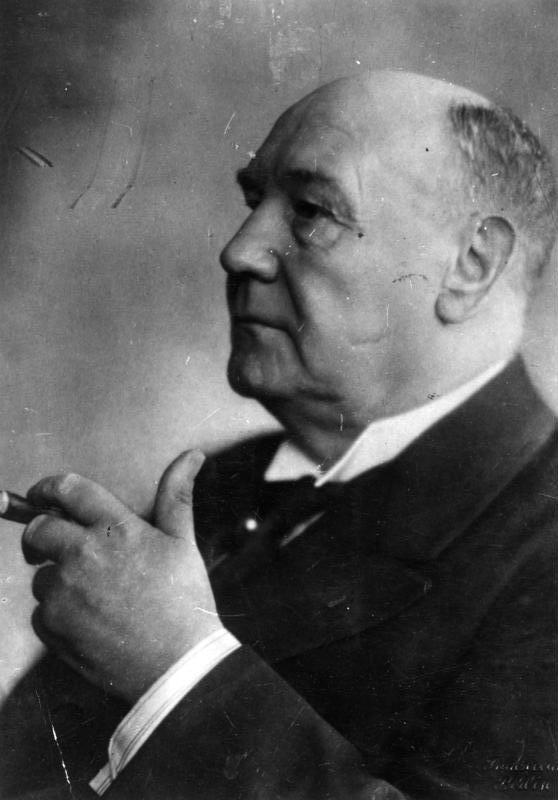
Solf in 1911

Wilhelm Heinrich Solf (Berlijn, 5 oktober 1862 – aldaar, 6 februari 1936) was een Duits geleerde, diplomaat, jurist en staatsman.

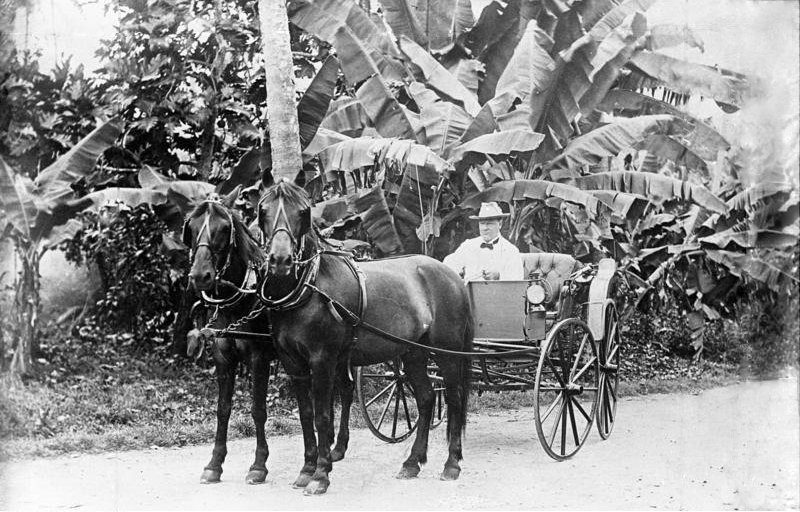
Gouverneur Solf op een paardenkoets (Apia, 1910)

Na een studie Indiakunde in Berlijn en een verblijf in Londen kwam hij in 1888 in diplomatieke dienst en ging werken aan het Duitse consulaat in Calcutta. Aansluitend behaalde hij in Göttingen de juridische Staatsexamens. In 1898 ging hij als districtsrechter naar Dar-es-salam in Duits-Oost-Afrika en in 1899 als voorzitter van de Gemeenteraad naar Apia op Samoa; in 1900 werd hij gouverneur van de nieuwe Duitse kolonie Duits-Samoa. Zijn denkbeelden van een humaan kolonialisme volgend, lukte het hem in 1904 de Lauati-opstand zonder wapengeweld te beëindigen.
In december 1911 werd Solf staatssecretaris van het Ministerie van Koloniën van het Duitse Keizerrijk. In de jaren 1913-1914 was hij betrokken bij een plan om in Kameroen stammen van het Dualavolk te verplaatsen, van de oevers van de Wouririvier meer landinwaarts. Aan protesten van de bevolking werd geen gehoor gegeven en hun leider, Rudolf Duala Manga Bell, werd gevangengezet. Na een haastig proces, in verband met de nabijheid van Britse troepen en de dreigende oorlog, werd hij op 8 augustus 1914 wegens "hoogverraad" opgehangen. Solf, die in de buurt was, heeft dit niet verhinderd. Tijdens de Eerste Wereldoorlog was hij een gedecideerd aanhanger van het beleid van de Rijkskanselier Theobald von Bethmann Hollweg. Hij zette zich in voor een wederzijdse vredesovereenkomst, waarmee hij ook een koloniale uitruil wilde verbinden. Onder het kanselierschap van Max van Baden werd hij in 1918 staatssecretaris van Buitenlandse zaken. Ook na de Novemberrevolutie behield hij dit ambt, tot hij in december 1918 terugtrad.
Van 1920 tot 1928 was Solf ambassadeur voor Duitsland in Tokio; het lukte hem de culturele en politieke Duits-Japanse toenadering in belangrijke mate te bevorderen.
Zijn vrouw Johanna Dotti (1887-1954) nam deel aan een gespreksgroep die kritisch was tegenover het nationaalsocialisme. In 1943 werd deze groep verraden, de meeste leden hebben dat niet overleefd.
- Bibsys: 1581514961965
- Bibliothèque nationale de France: cb155484268 (data)
- Gemeinsame Normdatei: 118748777
- International Standard Name Identifier: 0000 0000 8109 2891
- Library of Congress Control Number: nr96007199
- Bibliotheek van het Japanse parlement: 00552210
- Nationale Bibliotheek van Tsjechië: xx0315523
- Nationale bibliotheek van Australië: 59502112
- Nationale Bibliotheek van Israël: 987007291025605171
- Nederlandse Thesaurus van Auteursnamen: 08769042X
- Réseau des bibliothèques de Suisse occidentale: 02-A016826483
- SNAC: w6n58vnb
- Système universitaire de documentation: 113810628
- Virtual International Authority File: 29844539
- WorldCat: E39PBJr7R7tyrM4mqHXVFkmfMP